# Praia de Tabuba
Tabuba é uma praia localizada no município de Caucaia, a 18 Km da capital Fortaleza, sendo uma das mais extensas do município. Separada da Praia de Icaraí pelo Rio Barra Nova. Abriga a Lagoa de Parnamirin. Pode-se praticar o "esquibunda" (tábua de se deslizar sentado nas dunas). 

## Informações gerais
Quem visita o litoral Oeste do Ceará fica sempre encantado pelas imensas dunas da Praia de Cumbuco. Sem perceber deixam passar uma tímida praia que fica nessa região e tem muito para oferecer aos seus visitantes. A Praia de Tabuba, apesar de ser a mais extensa do município da Caucaia, ainda é pouco explorada por turistas, mas é um das preferidas de kitesurfistas.

### Características
Praia reta, com ondas fortes e dunas altas, coqueiros e muitas casas de veraneio. Há algumas barracas na praia. É cortada por valas de pequenos córregos.

### Kitesurfe
O grande atrativo da Praia de Tabuba é o kitesurf. Praticado em uma prancha um pouco maior do que a de surfe tradicional, o kite aproveita a força do vento para puxar uma espécie de asa, parte do material do esporte. Caso você não tenha o seu próprio equipamento, em toda a Praia de Tabuba é fácil encontrar locais para alugar. Uma dica é preferir aqueles que são ofertados por profissionais devidamente credenciados, afinal é a sua segurança que está em jogo e ela precisa ser garantida.
Para aqueles que nunca subiram em uma prancha de kitesurfe, é possível contratar um instrutor para ensinar os primeiros passos. Se decidiu ficar mais do que um dia, essa opção é ainda melhor, pois os pacotes com aulas custam bem menos do que uma diária, que varia a partir de 130 reais (valor de agosto de 2016).